# Ziegler (Teppichmanufaktur)

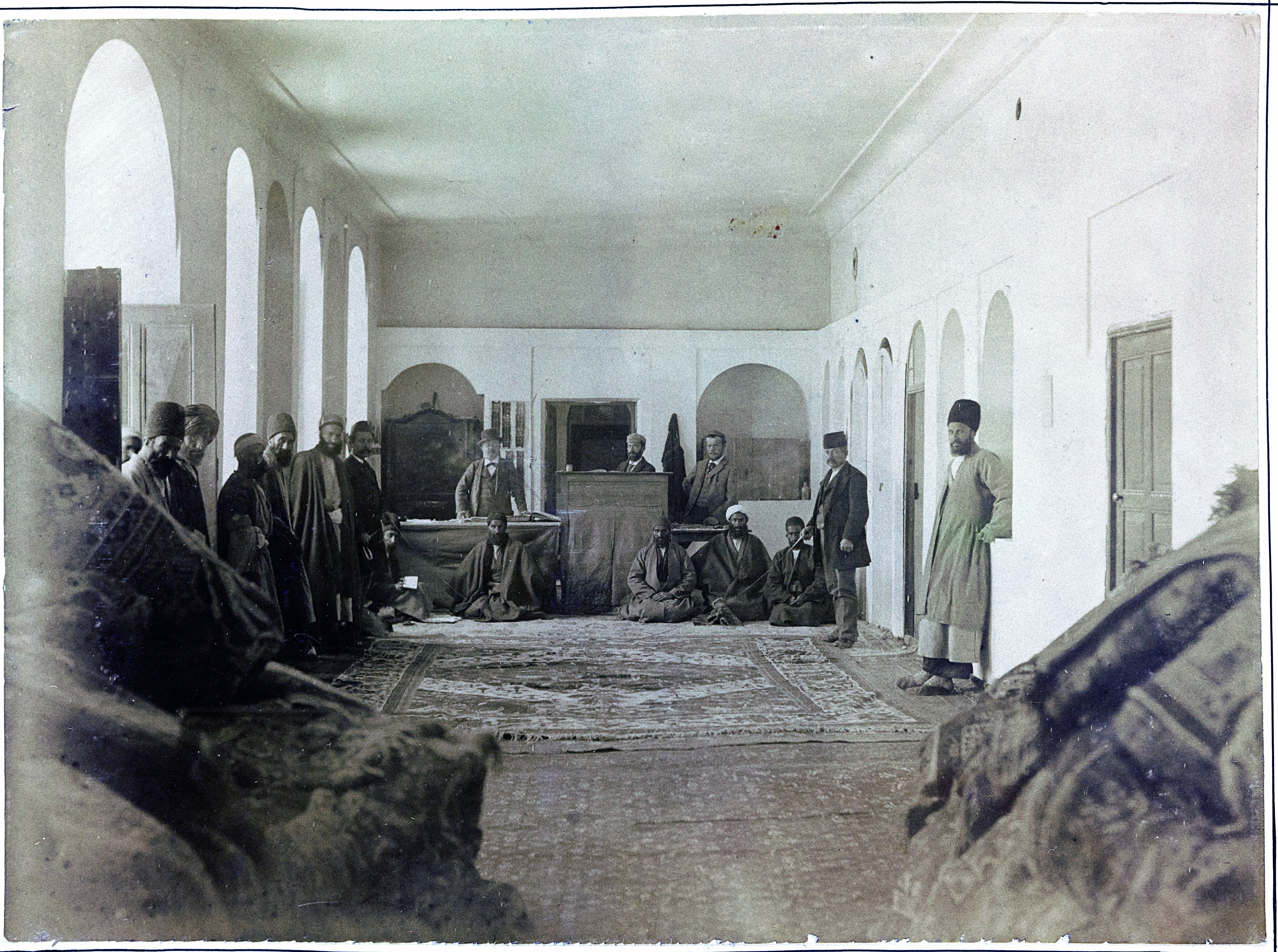
Kontor der Teppichmanufaktur Ziegler in Sultanabad, dem heutigen Arak

Ziegler war ein britisch-persisches Teppichunternehmen im 19. und Anfang des 20. Jahrhunderts.

## Geschichte

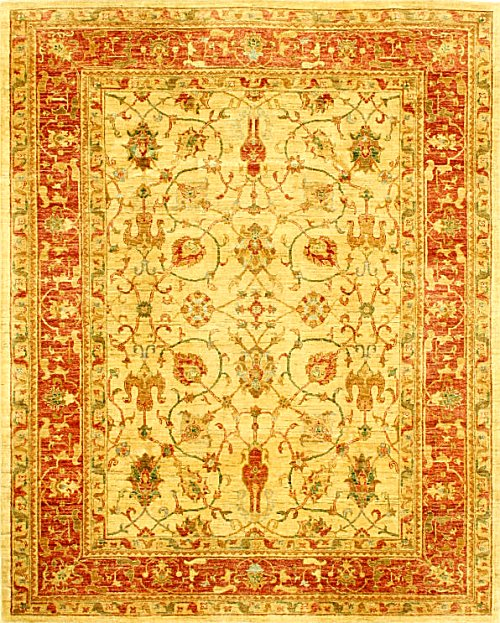
Zieglerteppich

Die Firma wurde vom Schweizer Unternehmer Philipp Ziegler in Manchester gegründet. Neben einer Weberei bestand ein Handelshaus. Das Unternehmen firmierte unter Company Messrs. Ziegler & Co. Ltd. und arbeitete über die Dauer seiner über fünfzigjährigen Geschichte hoch erfolgreich. Zunächst begründete sich der Firmenerfolg im Absatz heimischer Tuchprodukte in den Orient nach Persien. Dabei verhalfen die besonderen Handelsbeziehungen des britischen Empires mit seinem „Protektorat“ Persien. Zusätzlich kam ein Erlass des Kadjaren-Schah Nasir al-Din gelegen, der per Dekret im Jahre 1872 zuließ, dass auch ausländische autonome Produktion im Lande möglich wurde. Dieses Angebot nahm Ziegler wahr und baute in Solṭānābād (heute Arak) eine eigene Teppichproduktion auf. Die Wahl dieses Standortes war nicht allein dadurch bedingt, dass hier ein zentrales Handelsforum bereits bestand, sondern ein inneriranisches Infrastrukturnetz zwischen Teheran und Bagdad über Hamadān und Kermānschāh genutzt werden konnte.
Ungefähr von 1890 bis 1930 wurde Merino-Wolle aus Manchester (dem Hauptsitz der Firma Ziegler) importiert und verarbeitet, da diese besonders weich und fein war.
Die Nachfrage nach Tuchprodukten in Persien stieg, ebenso die europäische Nachfrage nach orientalischen Teppichen. Die Erlöse aus den Tuchverkäufen wurden reinvestiert in einheimische persische Produkte, die aus Fragen der Konvertierbarkeit des Zahlungsmittels persischer Rial im Wesentlichen gegen Pfund-Sterling nach Indien exportiert wurden. Damit drohte jedoch gleichzeitig die Gefahr der Versiegung der Ressourcen iranischer Teppiche. Dem begegnete man dahin gehend, dass nunmehr eigene Teppiche im Iran produziert wurden. Die Qualität der Teppiche verringerte sich dabei deutlich, quantitativ jedoch konnte mit der stetig wachsenden Nachfrage gut Schritt gehalten werden und die Produktion wurde arbeitsteilig ausgerichtet. Damit war gewährleistet, einerseits preiswert zu wirtschaften, die Herstellung andererseits mit hoher Schlagkraft voranzutreiben. Diesen Umständen kam zudem entgegen, dass die recht schnell ausbleichenden anilingefärbten Teppiche sich in Europa drastisch steigender Beliebtheit erfreuten. Die ausgeführten Waren wurden über die Achsen Istanbul – Wien einerseits und Bombay andererseits gelöscht.
Zur Ankurbelung der eigenen Produktionen kooperierte die Firma anfänglich mit der Firma Ginzkey und Reichert, um deren Standortkenntnisse zu nutzen. Zudem konnte die Firma die Heimatindustrie für ihre Zwecke nutzen. Es wurden Handelsabkommen mit den local agents (ʿāmels) geschlossen mit dem Inhalt, Bedingungen für den Austausch von Rohstoffen (eingefärbte Wolle und Muster) zu schaffen und Handelspreisspannen für den Vertrieb abzusprechen. Die ʿāmels boten im Gegenzug sehr nützliche Dienstleistungen an; so verteilten sie die Stoffe an lokale Weber, oft waren das eigene kleine Familienbetriebe. Zudem überwachten sie die Webprozesse persönlich und sammelten die fertiggestellten Produkte wieder ein, damit sie nach eingehender Inspektion in die Lagerhallen der Firma Ziegler eingebracht werden konnten. Die durch diese Prozessschritte preiswert handelbaren Teppiche (Knüpfdichte etwa 120.000 Knoten/m²) konnten so in Massen hergestellt werden.
Die steigende Nachfrage machte weitere Produktionsstätten notwendig: Zunächst wurden Standorte in Tabrīz und Rašt errichtet (1867), später noch in Mahal und Moschkabad. Im Laufe der Firmengeschichte wurden insgesamt allein um Solṭānābād herum 111 Dörfer zu Fabrikstandorten Zieglers. Die Teppichmuster wurden den Geschmacksrichtungen der Safawidenzeit entlehnt mit Mustern ohne Mittelmedaillon. Beige-elfenbeinfarbene Fonds dominierten aufgrund entsprechender Nachfrage. Der Perserteppich unterlag mithin zunehmend landesfremden Geschmacksrichtungen bei insgesamt sinkender Qualität. Andererseits konnten Arbeitsplätze in Persien geschaffen werden. Der industriell hohe Professionalitätsgrad erlaubte schließlich Liefergarantien.
Zunehmend entstand Konkurrenz unter den ausländischen Firmen im persischen Markt. Die niederländische Hotz & Son, die italo-britische „Castelli Brothers Co.“, die amerikanische „The Eastern Rug and Trading Company of New York“ und letztlich die deutsche Petag stehen als Beispiele für diesen Prozess. Daneben wirkten insbesondere armenische Mitstreiter, welche gute Beziehungen nach Übersee in die Vereinigten Staaten hatten. Die Größe von Ziegler mit allein 3000 Knüpfstühlen in Sultanabad (Arak) erreichte jedoch niemand.
Die Firma Ziegler fungierte als Unterhändler eines der spektakulärsten Teppich-Transfers der Geschichte. 1890 half die Firma den ältesten datierten Teppich der Welt, den Ardabil-Teppich aus den Jahren 1539–1540 und sein Zwillingsstück aus der Moschee von Ardabil ins Ausland zu verkaufen.
Die Auswirkungen des weltweiten Aktienmarkteinbruchs und insbesondere die anschließende Weltwirtschaftskrise machten den Markt in den Jahren 1928/29 innerhalb kürzester Zeit zunichte.

## Trivia
Die in England maschinell hergestellten, sehr viel preiswerteren Importtextilen fanden von Beginn an reißenden Absatz – und drängten bald die heimischen Weberzeugnisse aus dem Markt. Verheerend wirkte sich dies auf die Arbeitsplätze aus. Der Dichter und Nobelpreisträger Gerhart Hauptmann schildert diesen sozialen Umbruch anschaulich in seinem Drama Die Weber.

## Typische Merkmale der Teppiche
Ziegler Teppiche sind in einem untypischen Design gehalten, was sie von den meisten Orientteppichen abhebt. Der Flor ist meist beige, cremefarben, gelegentlich elfenbeinfarben. Auf dem hellen Hintergrund werden flächendeckend florale Ornamente eingearbeitet, die entweder in einem intensiven Rot- oder Schwarzton gehalten sind. Es lassen sich zudem Ausarbeitungen mit einem zentralen Medaillon finden, das in den Farben der Ornamente gestaltet ist. 
Auch moderne Elemente und Designrichtungen wurden über die Zeit hinweg aufgenommen. So werden Ziegler Teppiche heute nach ihrer Knüpfung mit einer Steinwäsche behandelt, um einen ausgewaschenen Effekt zu erreichen. Dank dieses Effekts sollen sie im Neuzustand dem Aussehen von antiken und ausgeblichenen Perserteppichen ähneln. Der Vintage-Look lässt die Farben blasser wirken.